# Junimea

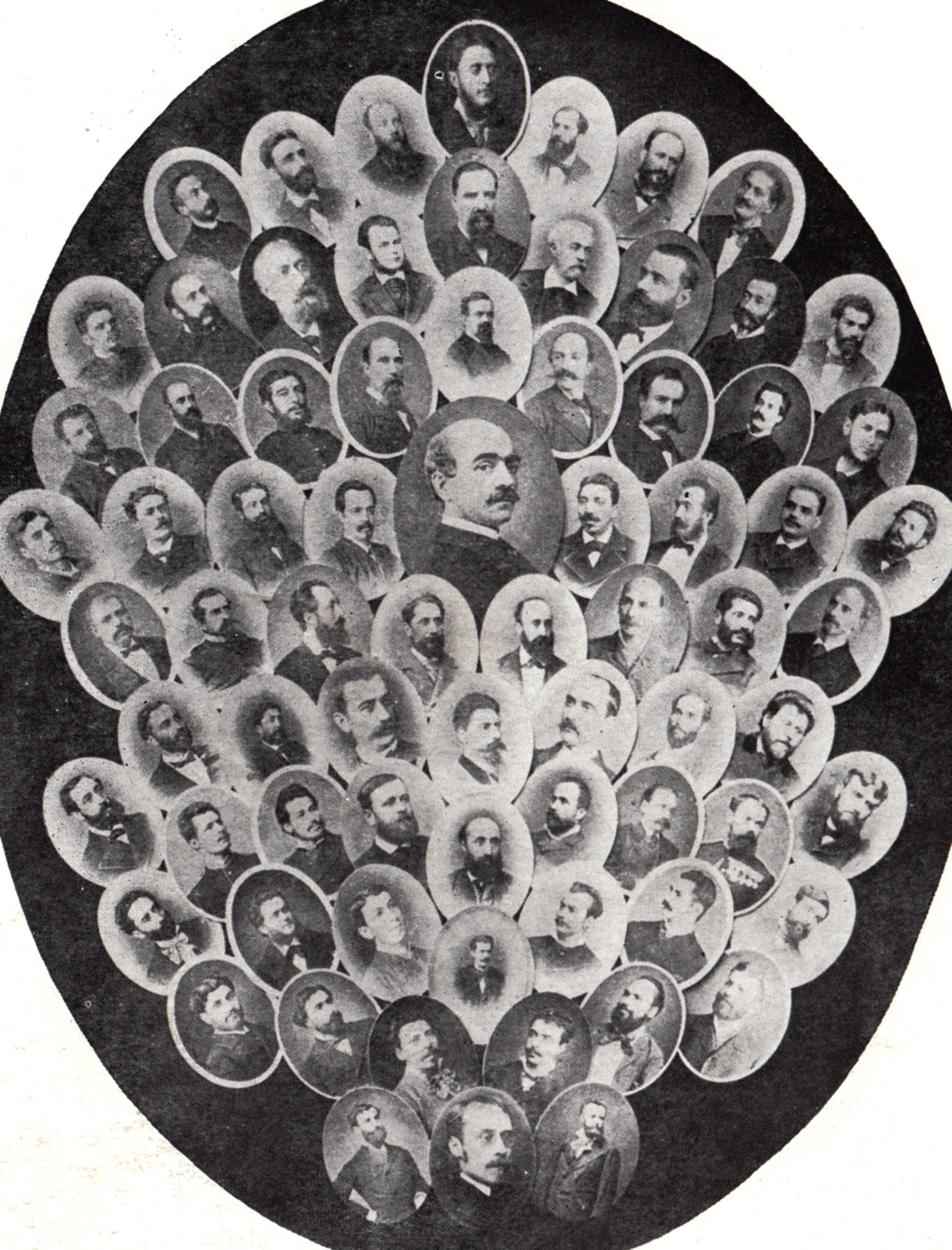
Portrait des membres de la Junimea en 1883.

La Junimea est une société littéraire roumaine fondée à Iași en 1863, à l'initiative de plusieurs personnalités dirigées par Titu Maiorescu, Petre P. Carp, Vasile Pogor (en), Theodor Rosetti et Iacob Negruzzi. Le mentor et figure principale de la société est Maiorescu qui, par le biais d'articles et d'essais scientifiques, contribue à établir les bases de la culture roumaine moderne. Junimea est l'association intellectuelle et politique la plus influente de Roumanie au XIXe siècle. 

## Historique
La Société Junimea est une association fondée à Iași par Titu Maiorescu et des personnalités comme Nicolae Culianu ayant des liens étroits avec la France. En 1885 elle s'établit à Bucarest. Plus qu'une société, ce fut plutôt une communauté.
À la fin de sa vie, Eugen Lovinescu se consacra à des études sur la société Junimea, dont l'anthologie qui lui est consacrée a été comparée à celle de Sainte-Beuve sur Port-Royal.

## Étymologie du nom
Le mot fait référence aux anciens juni (« jeunes ») qui, même mûrissants, même âgés, inspirent toujours un air de jeunesse. Le terme juni est archaïsant : de nos jours on dit tineri, et tineret pour la jeunesse.

## Le but
L'association souhaite donner une certaine base matérielle et systématique à la renaissance culturelle roumaine, améliorer la formation des nouvelles générations et développer des débats collectifs. Elle gagne de nouveaux membres par la formule française « rentre tout le monde, restent ceux qui peuvent ».
En 1872, se demandant si la Roumanie aura un avenir, Titu Maiorescu parle de Mihail Eminescu dans « La nouvelle direction de la poésie et prose roumaine » en citant ses quatre premières poésies et en le nommant « poète de toute la force du mot » qui a « l'amour et la compréhension pour l'art antique ».

## La fin
Elle décline à partir de 1916, car plusieurs membres ont, pour des raisons philosophiques, soutenu les pouvoirs centraux et ont ainsi rompu avec les francophiles, perdant ainsi le soutien de l'opinion publique roumaine. Après la guerre, elle se dissout car certains anciens « junimistes » comme Alexandru C. Cuza (ro) (francophile ardent, mais inspiré par Charles Maurras et Arthur de Gobineau), A. D. Xenopol et Ioan Slavici deviennent xénophobes et versent même dans l'antisémitisme.